# Dschanub Darfur
Dschanub Darfur (arabisch جنوب دارفور, deutsch Süd-Darfur) ist ein Bundesstaat im Südwesten des Sudan.
Er hat eine Fläche von 127.300 km² und gemäß dem Zensus von 2008 rund 4 Millionen Einwohner, eine Angabe, die allerdings umstritten ist, da sie von früheren Schätzungen (2,15 Millionen) deutlich abweicht und zudem im Kontext von umfangreichen Vertreibungen im Darfur-Konflikt steht. Nach der Abspaltung des neuen Bundesstaats Scharq Darfur beträgt die Einwohnerzahl noch 3,7 Millionen. Hauptstadt des Bundesstaates ist Nyala.

## Geographie
Die Vegetation von Dschanub Darfur ist geprägt durch eine Übergangsregion zwischen Feucht- und Trockensavannen. Der Bahr al-Arab bildet grob die Grenze zum Südsudan.
Ein weiterer Ort neben der Hauptstadt Nyala ist Kafia Kingi, welcher allerdings auch vom Südsudan beansprucht wird.

## Geschichte
Von 1919 bis 1974 gehörte das Gebiet des heutigen Bundesstaates Dschanub Darfur zur Provinz Darfur. 1974 wurde die Provinz Dschanub Darfur abgespalten, sie umfasste damals auch den südlichen Teil von Gharb Darfur. 1991–1994 war wieder ganz Darfur im Bundesstaat Darfur vereinigt, der in den Grenzen der Provinz Darfur von 1919 bis 1974 glich. Am 14. Februar 1994 entstand durch die Teilung Darfurs in drei Bundesstaaten der Bundesstaat Dschanub Darfur in seiner heutigen Form.
1960 wurde das Gebiet um Kafia Kingi aus der südlich angrenzenden Provinz Bahr al-Ghazal (heute Bundesstaat Western Bahr el Ghazal im Südsudan) ausgegliedert und an die damalige Provinz Darfur übertragen. Es ist seither zwischen Nord- und Südsudan umstritten.

## Wirtschaft
Es gibt Erdölvorkommen, von denen das Erdöl per Pipeline nach Khartum transportiert wird.

## Infrastruktur
Die Hauptstadt Nyala ist Endbahnhof der Eisenbahnstrecke von der sudanesischen Hauptstadt Khartum.